# Schornsheim
Schornsheim ist eine Ortsgemeinde im Landkreis Alzey-Worms in Rheinland-Pfalz. Sie gehört der Verbandsgemeinde Wörrstadt an.

## Geographie
Die Gemeinde ist ein Weinort in Rheinhessen.
Nachbargemeinden sind Gabsheim, Udenheim, Undenheim und Wörrstadt.

## Geschichte

### Herkunft des Ortsnamens
Der Name Schornsheim, 782 Scoronishaim, 815 Scornesheim, ca. 836 Scoranesheim, ca. 1230 Schornesheym, ca. 1520 Schornsheim ist mit dem Grundwort -heim gebildet, wie die meisten rheinhessischen Ortsnamen. Sein Bestimmungswort stellt jedoch eine Besonderheit dar, da es kein traditioneller germanischer Personenname oder ein Wort für eine naturräumliche Gegebenheit, sondern eine Standesbezeichnung und erst im übertragenen Sinn ein Personenname ist. Scoran („der Geschorene“, von der Tonsur herrührend) ist ein Wort für Priester oder Mönch und wurde als Name solchen Knaben gegeben, die für den geistlichen Stand bestimmt waren. Die Tonsur hatte seit langem als Zeichen geistlichen Standes gegolten. Der Name wird auf die Gründung eines Geistlichen zurückgeführt, der neben einer Kirche das Servitenkloster Schornsheim gegründet haben soll. Es ist anzunehmen, dass eine oder mehrere fränkische Siedlungen im Bereich der späteren Gemarkung Schornsheim bereits bestanden.
In der Urkunde Karls des Großen vom 28. Juli 782 nennt der König die Kirche und den Fiskus von Schornsheim sein Eigentum. Als Fiskus bezeichnete man damals die Gesamtheit des königlichen Vermögens oder eine Untereinheit davon. Wie der Herrscher ihn erworben hat, wissen wir nicht. Jedenfalls ist er der Besitznachfolger jenes Scoran, der einst die Kirche gegründet hatte.

### Die heilige Lioba

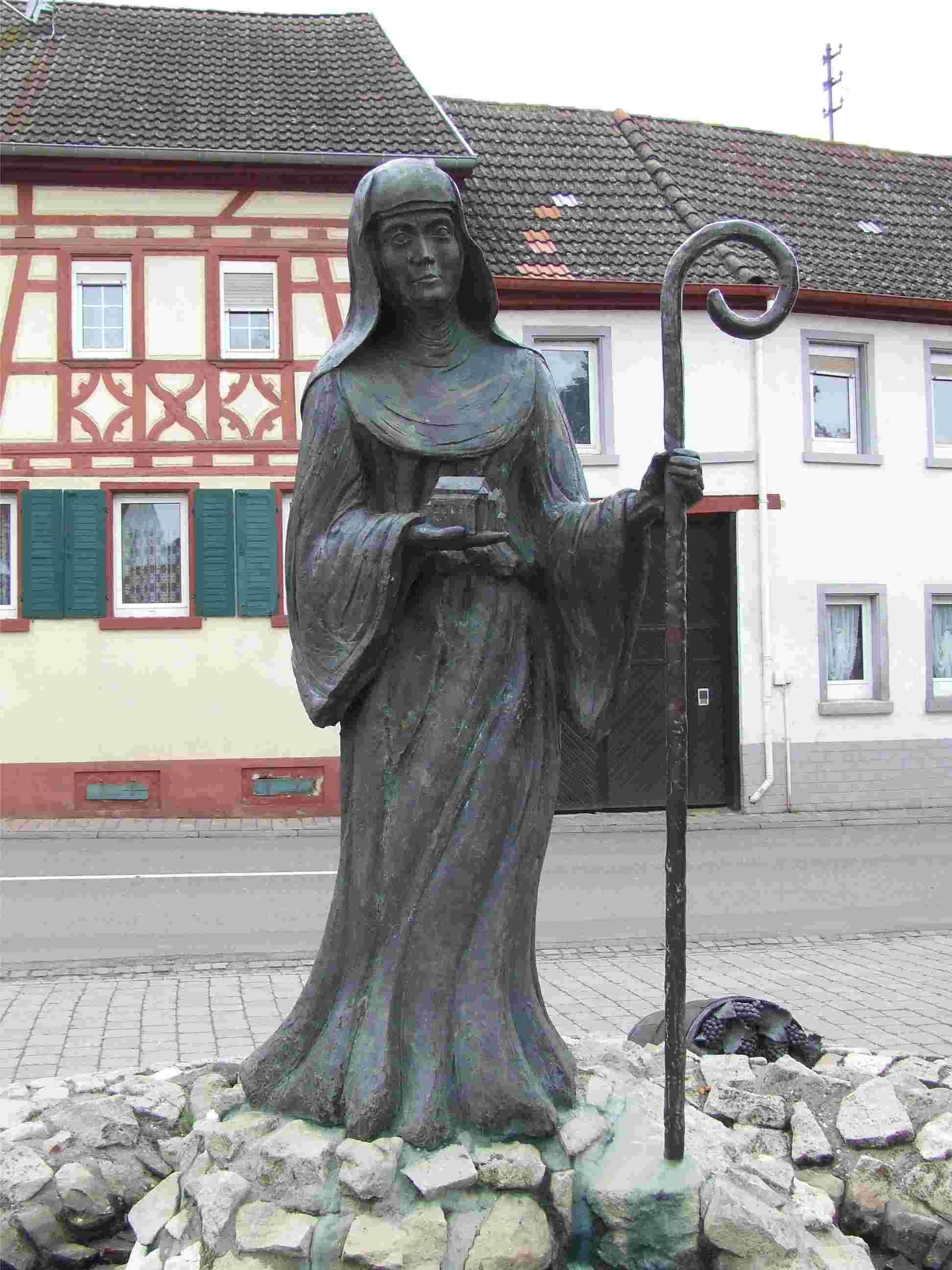
Brunnendenkmal für die hl. Lioba

Karl der Große gab die Kirche mit ihrer Ausstattung (mit Grund und Boden) und den Grundbesitz Schornsheim als Lehen an die Heilige Lioba. Sie wählte Schornsheim zu ihrem Alterssitz und starb dort am 28. September 782. Noch heute wird sie in Schornsheim verehrt. So wurde auf dem Dorfplatz ein Brunnen erbaut, in dessen Mittelpunkt sie steht.

### Geschichte der Ganerbschaft Schornsheim
Die Landschaft zwischen Rhein, Nahe und Donnersberg, das heutige Rheinhessen, bildete vor den Umwälzungen am Ende des 18. Jahrhunderts und der territorialen Neuordnung am Anfang des 19. Jahrhunderts keine staatliche Einheit. Kurpfälzische und kurmainzische, wild- und rheingräfische, nassauische und ritterschaftliche Rechte überschnitten sich in diesem Gebiet.
Wenn auch Kurpfalz sich als die bedeutendste Macht in diesem Bereich darzustellen vermochte, so war es ihr ebenso wenig wie Kurmainz gelungen, einen geschlossenen Herrschaftsbereich zu schaffen. Sehr oft wechselte der Ortsherr von einem Ort zum anderen und nicht wenig hatten mehrere Herrschaften gleichzeitig Besitzrechte. Die zum Ritterkanton Oberrhein inkorporierten vier Ganerbschaften Bechtolsheim, Mommenheim, Niedersaulheim und Schornsheim bildeten im Hinblick auf ihre geografische Lage das Rückgrat des reichsritterschaftlichen Besitzes in der Pufferzone zwischen den beiden rivalisierenden Territorien Kurpfalz und Kurmainz. Auch das Kloster Otterberg war im Ort begütert.
Im Zuge der Reunionspolitik beanspruchte König Ludwig XIV. von Frankreich in den Jahren ab 1680 die Oberherrschaft über die Ganerbschaften von Bechtolsheim, Mommenheim und Schornsheim zusammen mit weiten Teilen von Rheinhessen und der linksrheinischen Kurpfalz. Der französische König und seine Reunionskammern begründeten die Annexionen damit, dass die Orte in der Vergangenheit mit Gebieten verbunden gewesen wären, die im Westfälischen Frieden und dem Frieden von Nimwegen an Frankreich gefallen waren. Nach dem Pfälzischen Erbfolgekrieg musste Frankreich 1697 im Frieden von Rijswijk Schornsheim und alle anderen Reunionen außerhalb des Elsass an das Heilige Römische Reich zurückgeben.

### Schornsheim und die Schneider
Schornsheim ist ein Dorf, das hinsichtlich seines Wohlstands und der Erwerbstätigkeit seiner Bewohner mit vielen anderen Dörfern vergleichbar ist. Das war nicht immer so.
Noch vor hundert Jahren war Schornsheim als Schneiderdorf bekannt. Es gab über 130 Schneider, ganze Familien lebten von der Heimschneiderei, sie nähten für Fabriken in Mainz, Worms und Darmstadt.
Jeder Schneider hatte sich auf sein Spezialgebiet eingearbeitet. So gab es Schneider, die nur Hosen anfertigten. Andere stellten wiederum nur Jacken her. Einmal in der Woche wurden die fertigen Kleidungsstücke dann in der Fabrik abgeliefert. Die Schneider wohnten meist in kleinen einstöckigen Lehmhäusern mit zwei, drei, zuweilen auch nur einem Fenster zur Straßenseite, denn es wurde damals eine Fenstersteuer erhoben. Das frühere Wohnzimmer der Schneider war ihre Werkstatt, darin standen mehrere Nähmaschinen und ein großer Schneidertisch.
Vater, Mutter, Töchter und Söhne arbeiteten bis in die Nacht, damit sie sich durch ihre Arbeit ernähren konnten, denn als Schneider verdienten sie sehr wenig Geld. Sehr viele Röcke, Hosen und Westen mussten aus der Werkstatt hinauswandern, bis der Schornsheimer Heimarbeiter sich seines freien Eigentums an Haus und Grundstück erfreuen konnte.
Viele Schneider hatten zusätzlich ein Stück Feld, auf dem sie Kartoffeln und Getreide anpflanzten. Zu Hause hatten sie im Stall ein Schwein, das dann, wenn es groß war, geschlachtet wurde, oder eine Ziege für ihre Milch, die sogenannte Schneiderkuh. Da aber die Fabriken rationalisierten und somit billiger arbeiten konnten, gab es für die Schneider immer weniger Arbeit. Also mussten sie sich notgedrungen neue Arbeitsplätze suchen.
Viele suchten Arbeit in den Industriewerken von Mainz oder in den Opelwerken in Rüsselsheim, wo sie viel mehr verdienten und sich somit etwas Luxus erwarben. Heute gibt es im ganzen Dorf keine aktiven Schneider mehr, der Beruf ist somit ausgestorben.
Wenn man aber durch die Straßen geht, besonders in der Karl-Marx-Straße, so findet man noch ein paar typische Schneiderhäuser.

### 18. Jahrhundert

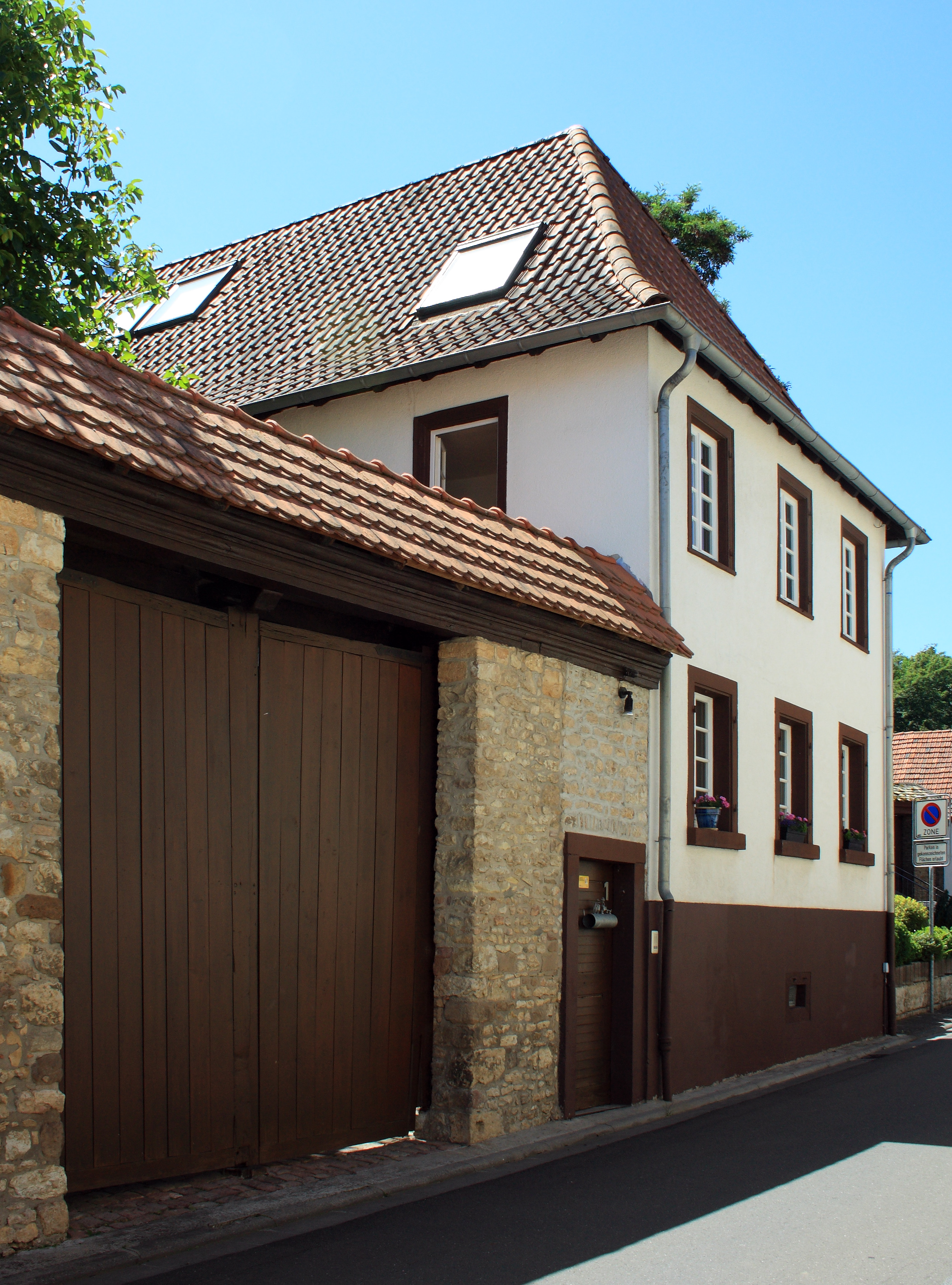
Ehemaliger Pfarrhof, 18./19. Jahrhundert

Armengeld
Wir hören auch 1715, dass der Rechner Lorenz Tautphäus Tuchgeld einnahm. Gewisse Äcker in der Gemarkung waren mit diesem sogenannten Tuchgeld belastet. Mit diesen Geldern bekamen, wie schon das Wort sagt, die Ortsarmen Kleider gekauft.
Juden in Schornsheim
Zwischen 1713 und 1738 wohnten neun Judenfamilien im Ort. Jede Familie musste 3 fl Judenschutzgeld bezahlen. Unter Judenschutzgeld verstand man eine den Juden auferlegte Sondersteuer. Nach der Bezahlung dieses Geldes waren sie berechtigt ungehindert in dem Dorf zu wohnen und ihren Geschäften nachzugehen. Manche Juden waren Händler, andere Metzger.
Die Nachtwächter
In früheren Jahren war der Beruf des Nachtwächters ein wichtiger. Ihr Dienst war folgendermaßen 1712 festgelegt:
»Sie haben zu blasen
1. gegen Herrn Schultheißen Haus,
2. an der Schmitt Brück,
3. an Nikolaus Kneips Haus,
4. an Jakobs Dielen Haus,
5. am Pfarrhaus,
6. am Pfaffenwälder Brunnen.

Hierbei sollen die Nachtwächter an einem jeden Posten, wo sie abblasen, allemal die Stundt mit ansingen, wieviel die Uhr geschlagen, anmelden.«
Tagewächter
Ein solcher wurde 1725 eingestellt. Dazu heißt es: »Von der gesamten Gemeinde wurde es für ratsam erachtet, daß ein Tagewächter, welcher den ganzen Tag in orth mit einem tragenden Spies herumb gehen solle undt waß an fremden Bettlern herein kombt, sogleich ab und forth zu weisen, so würde es auch in den umliegenden Orten geschehen. Der Tagewächter soll von jedem Gemeinsmann ein Brot und von der Gemeinde ein Paar Schuhe als Lohn bekommen.«
Schweinehirt
1713 wird Nikolaus Lademann zum Schweinehirten angenommen. Er bekommt als Lohn »7 Malter Korn und von jedem, der Schweine treibt, einen Laib brot, und soll derselbe die Schweine treiben wenn das Wetter gut ist.« 1722 bekommt der neue Schweinehirt von jedem Schwein, »so getrieben« 1/4 Brot. Er muss die Schweine hüten, solange man sie ihm »zutreibt«.
1722 wurden sechs Männer als Feuerläufer angenommen. Einer von ihnen war ihr Hauptmann. Sie hatten, wenn irgendwo ein Feuer ausbrach, bis drei Stunden von hier nach dem Feuer zu laufen, um dort zu helfen. Sie hatten aber von keinem Brand fortzugehen, bevor sie nicht ein Attest über ihre Bemühungen bekommen hatten. Jeder hatte seinen Ledereimer mitzunehmen. Wenn sie zurückkamen, sollten sie von der Gemeinde zwei Maß Wein und jeder für einen Albus Weck bekommen.
1731 heißt es: »Sie sollen dem Feuer nachgehen bis an den Rhein oder vier Stunds wegs weit und dann zurückbringen ein Attest, dann sollen sie von der Gemeinde haben 1 Viertel Wein und vor ein alb. Weck und Volpert Sandmann soll Feuerhauptmann sein.«

### 19. Jahrhundert

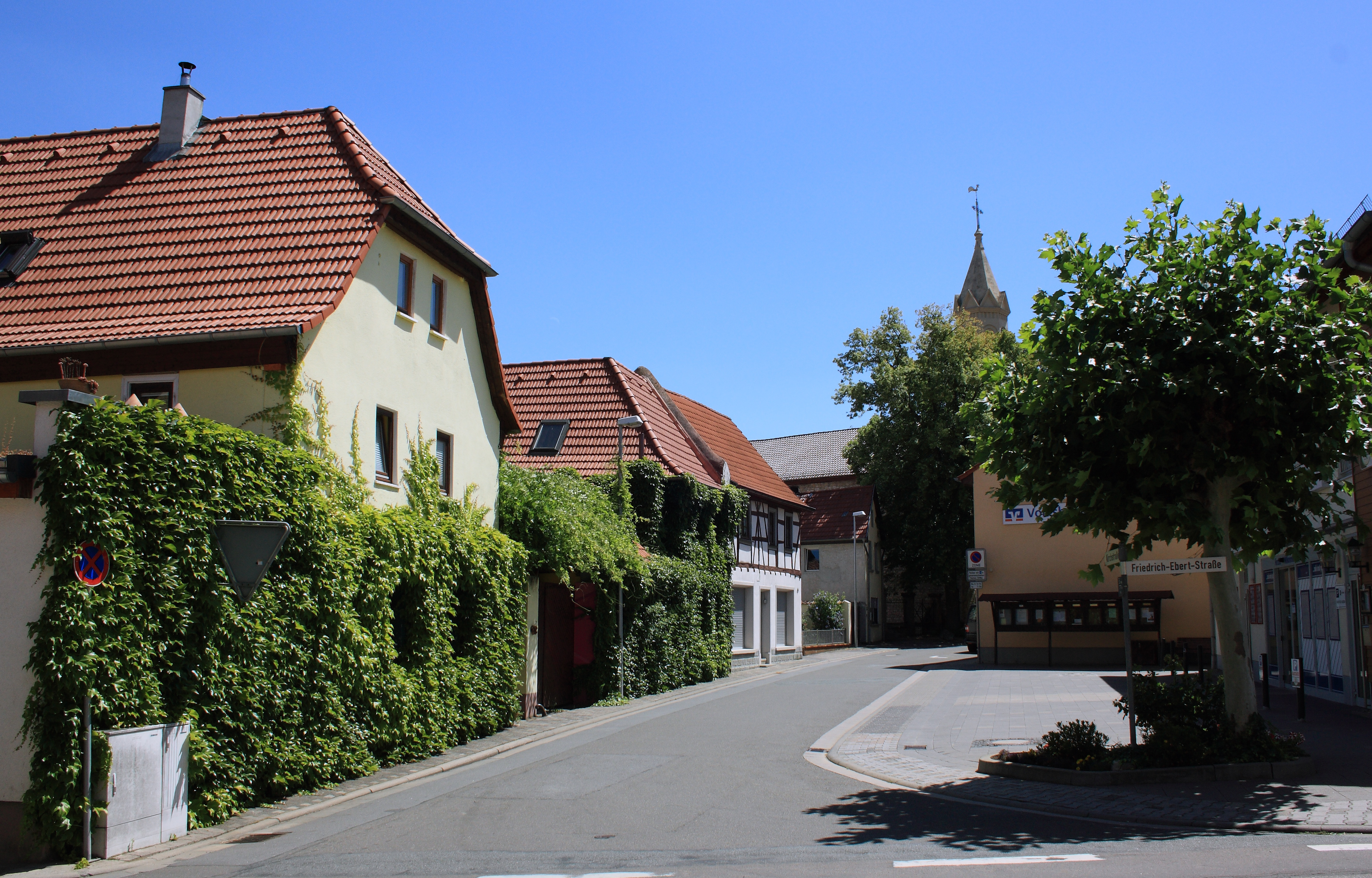
Blick in die Kirchstraße

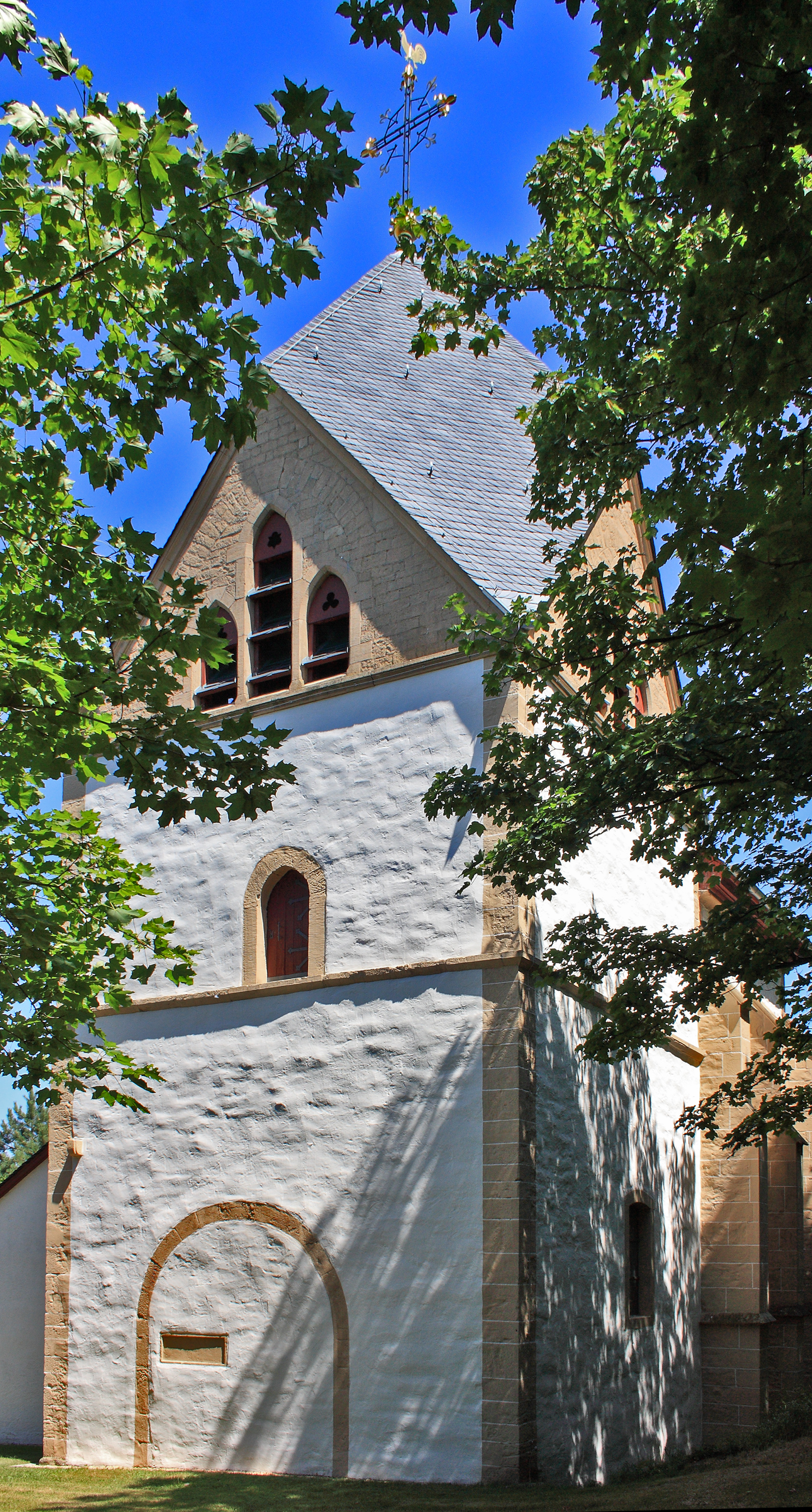
Katholische Kirche St. Wigbert

1840 Der evangelische Pfarrer Pfeiffer erklärt, dass seine Gemeinde die Kirchliche Trennung von der kathothische Gemeinde und die Erbauung einer evangelischen Kirche »längstens und sehnsüchtigst« gewünscht habe. Die Vernichtung von Mäusen, Hamstern und Wespen wird wieder bezahlt.
1848 Ludwig H., gebürtig und wohnhaft in Schornsheim, hat sich als Ortsbürger eintragen lassen und das Feuereimergeld bezahlt. Wegen seiner beabsichtigten Verehelichung legt der Rat Einspruch ein, weil der Genannte keinerlei Vermögen hat, weder ein Gewerbe ausübt, noch in der Landwirtschaft »eifrig« ist, und über die Vermögensverhältnisse der Frau nichts bekannt ist. »Man kann annehmen, daß derselbe diese Weibsperson mit ihren zwei unehelichen Kindern nicht ernähren kann, viel weniger, wenn sich diese Familie noch vermehren sollte«.
1850 Zum Bau der ev. Kirche will man keine Steine aus dem Flonheimer Steinbrüchen verwenden, weil für diese Steine Chausseegeld bezahlt werden muss. Man will die Steine aus den Oppenheimer Brüchen beziehen, da die Steine von dort von diesem Geld befreit sind.
1856 Die Hühner und Gänse werden wieder von Ludwig Höhler mit seiner Schwester zum Lohn von 30fl gehütet. Dazu bekommt er noch, wie üblich, 1 Pfd. Brot von dem Besitzer einer jeden Gans. Die Weinbergsschützen müssen jetzt jeden Tag gehen. Der Lohn beträgt für jeden pro Tag 24 xr.
1857 Philipp Georgi will zu seinem Sohn nach Zürich reisen, weil er dort bessere Kost und Pflege als in Schornsheim hat. Die Gemeinde ist bereit, ihm Geld für Kleidungsstücke und für die Fahrt zu geben. Sie verlangt aber als Sicherheit, dass das Reisegeld erst auf dem Bahnhof ausgezahlt wird, von dem aus er die Reise antritt. Sein Sohn ist Spengler in Zürich. Der Rat beschließt, dass am 23. Juni die Wiesen geöffnet werden. Das Gras soll sofort gemäht und abgefahren werden. Der Rat legt Widerspruch gegen die Verehelichung des Ortsbürgers Mathias Z. mit der Maria Chatharina J. aus Wörrstadt ein. »Z. genießt einen üblen Ruf und hat mit einer Person aus dem Herzogthum Nassau einen unsittlichen Wandel geführt und hat Kinder mit derselben erzeugt. Er ist ein Gotteslästerer und dem Trunke ergeben. Seine Verlobte besitzt auch einen leichtfertigen Charakter und habe schon mit einer anderen Person zwei uneheliche Kinder gezeugt.«
1858 Es soll dem Großherzog ein Geschenk zur Silberhochzeit gemacht werden. Ein Ratsmitglied stimmt zu. Alle übrigen Gemeinderatsmitglieder lehnen jedes Geschenk ab. Sie erklären, die Gemeinde sei durch den Chausseebau, die Beschaffung zweier Feuerspritzen sowie andere Ausgaben so mitgenommen, dass sie auf die kleinsten Ersparnisse bedacht sein müsse. Die Ablehnung solle keine Abneigung bedeuten. Im November berät man nochmals über das Geschenk an den Großherzog. »Es sei unwürdig«, heißt es, »wenn sich die Gemeinde Schornsheim von dem erhabenen Feste ausschließen wolle«. Man will 25 fl geben, das Geschenk soll durch eine Sammlung aufgebracht werden.
1859 Der Rat lehnt eine vorzeitige Heirat des Carl. L. Bißmann, z. Zt. in Neuchätel wohnhaft, ab. »Wenn auch Petent (Bittsteller) zur Zeit einen guten Verdienst hat, aber die Verheiratung vor seinem 25. Lebensjahr versterben sollte, so könnte die im Ausland gebohrene Frau und etwaige Kinder der Gemeinde Schornsheim zur Last fallen. Er möge abwarten, bis er das gesetzlich vorgeschriebene Alter habe.«
1860 Steine zum Ausbessern der Wege sollen in der Menge von 9 Klaftern angekauft werden. Die Steine sollen durch Feldstrafschuldner geklopft werden. Ihr Lohn soll von der Schuld abgezogen werden. »Die als zahlungsunfähig erkannten Sträflinge haben sich aber durch Fristgesuche und sonstige Ausflüchte dieser Arbeit bisher zu entziehen gesucht«.
J.L.H. bittet um Unterstützung aus der Gemeindekasse. Der Rat meint: »Rubrikat ist ein kräftiger Mann von 37 Jahren, der von Jugend an sich ans Betteln gewöhnte. Er nennt sich Tagelöhner, will aber für niemanden arbeiten und beschäftigt sich bloß mit Pferdekotsammeln auf den Straßen, wo er den Faulenzer machen kann. Er könnte das ganze Jahr über Arbeit haben durch Feldarbeit und im Winter durch Fruchtdreschen. Dieses Jahr ist ihm das Gänsehüten angeboten worden, wofür er von Mai bis November 40 fl und für jede Gans ein Pfund Brot hätte verdienen können, was er auch nicht angenommen hat. Seine Frau, 36 Jahre alt, stark und gesund, ist ebenso arbeitsscheu, selbst in der Ernte nehmen diese erzfaulen Menschen keinen Fruchtschnitt an. Hierüber ist die ganze Gemeinde aufgebracht und gibt nichts mehr. Der Polizeidiener hat den Auftrag, das Betteln zu stören. Wäre es den Eheleuten weiter erlaubt, so hätten sie fortwährend ohne Nahrungs sorgen leben können. Solche Leute sind nicht würdig, unterstützt zu werden.«
In Undenheim soll eine Poststation errichtet werden. Schornsheim hält aber den Verbleib bei Wörrstadt für vorteilhafter wegen des dortigen Friedensgerichts und des dortigen Steuerkommissariats. Die Gemeinde kündigt dem Ph. M. die Stelle als Gänsehirt, »weil er sich gar nicht mit dem Gänsehüten befaßt, seine Frau nur selten. Die Gänse würden aus dem Ort nur selten auf das Feld getrieben und seinen schulpflichtigen Kindern überlassen, welche die Gänse in der Gemarkung nach Willkür umher laufen ließen, auch die Gänse zu frühzeitig wieder ins Ort trieben und dabei noch manche Gänse auf dem Feld ließen. Um nun ferneren Schaden an den besamten Feldern zu verhüten, wird er als Gänsehirt entlassen.«
1861 Nach dem Vertrag der großherzoglichen Regierung mit der Thurn und Taxisschen Postverwaltung erklärt der Rat: »Die Gemeinde will auf einen sechsmaligen Botengang verzichten und nur den Bringerlohn für das Regierungsblatt bezahlen.«
Die Gemeinde braucht keinen Briefkasten anzuschaffen. Da bereits zwei Fruchthändler in Schornsheim ansässig sind, hält der Rat einen weiteren nicht für notwendig.
1862 Da die Sperlinge sich sehr vermehrt haben und großen Schaden im Felde anrichten, muss jeder Bürger nach seiner Personalsteuer zwei bis sechs Sperlinge abliefern. Da die Lapinsplage (Kaninchenplage) in der Gemarkung überhandnimmt, soll ein Mann aus Bechtheim, der ein Frettchen besitzt, helfen. Der Erlös für die Lapins soll in die Gemeindekasse fließen.
1863 Diejenigen, die in der Gemarkung Schornsheim Lapins töten oder vorzeigen, sollen pro Stück 6 xr aus der Gemeindekasse erhalten. Weiter beschließt der Rat, dass die überhandgenommenen Kornhamster auch vertilgt werden müssen. Für jeden getöteten und abgelieferten Hamster will man 3 xr bezahlen.
Anmerkung: Noch 1950–1960 wurden die Hamster gefangen und pro Stück gab es 1,80 DM.
1870 Der im Pfaffenwald stehende Brunnen liefert den dortigen Bewohnern kein hinreichendes Wasser für ihre Haushaltungen und ihr Vieh. Zurzeit ist große Not an Wasser in Schornsheim. Der Rat stellt im August fest, dass ein neuer Brunnen vor dem Heyertor nicht gebaut zu werden braucht, da es lange und ausdauernd geregnet habe.
Am 30. Juli 1870 lieferte Jakob Tautphäus ein Pferd und einen Wagen für eine Kriegsfuhr nach Frankreich. Philipp Ebling stellte ein zweites Pferd. Beide stellten noch zusätzlich einen zweiten Mann.
Am 28. September kam der eine Mann mit seinem Fuhrwerk und einem fremden Pferd zurück. Nach Aussage des Rückkehrers sollen sein Gefährte und dessen Pferd in Frankreich umgekommen sein.
Am 8. Oktober beschwerte sich der Gemeinderat über den Polizeidiener. Er sei dem Trunke ergeben und versehe seinen Dienst schon seit Jahren nachlässig. Auch wären manche nächtlichen Ruhestörungen nicht vorgekommen, wenn er die Runde im Ort gemacht hätte. Weiter hätte er versäumt, jeden Abend zusätzlich zu den diensttuenden Sicherheitswachen weitere Bürger zu bestellen, da der nächtliche Feldfrevel überhandnähme. Der Polizeidiener soll entlassen werden, zumal er noch seinen Säbel und das Dienstbuch dem Bürgermeister in das Wohnzimmer geworfen hätte. Um die Stelle des entlassenen Polizeidieners bewerben sich 5 Personen. Sein Gehalt beträgt 40 fl. Der Polizeidiener muss noch als Gerichtsdiener und als Feldschütz für die nächste Umgebung des Ortes tätig sein. Die Gemeinde muss ein Kapital von 1.500 fl. aufnehmen, um die nach Frankreich gefahrenen Schornsheimer entschädigen zu können.
Am 18. Oktober wird vom Ausbruch des Typhus berichtet.
1871 Der Gemeinderat glaubt, dass »die zu keinem Resultat geführte Untersuchung von Brunnenwasser bezüglich der Krankheit hätte gespart werden können, da nichts festgestellt werden konnte«.
1880 Der Polizeidiener wird entlassen, da er an manchen Tagen nicht im Ort zu sehen ist, so dass »bei überhandnehmenden Bettel die Vagabunden ungestört den Bettel betreiben können. Seine sonstigen Funktionen hat er auch sehr vernachlässigt«.
1881 Es wird ein neuer Wasenmeister eingestellt. Er bekommt für das Abledern und Verscharren eines Stückes Großvieh 1,50 bis 2,00 Mark. Für ein Fohlen, Kalb oder Schwein 50 Pfennig. Das Großvieh muss angeliefert werden. Das andere Vieh hat der Wasenmeister zu holen.
1897 In Schornsheim werden Tagelöhne (keine Stundenlöhne) festgesetzt. Sie betragen:
für erwachsene Arbeiter 1 Mark 80 Pfennig
für erwachsene Arbeiterinnen 1 Mark 20 Pfennig
für jugendliche Arbeiter 1 Mark 20 Pfennig
für jugendliche Arbeiterinnen 80 Pfennig
Die Gemeinde will das freie Herumlaufen der Gänse an Sonn- und Feiertagen verbieten.

### 20. Jahrhundert
1903: Auf Verfügung des Kreisamtes beschließt der Rat, die alte Effe (Ulme), den sogenannten Heyerbaum, unter Denkmalschutz zu stellen.

### Konfessionsstatistik
46 % der Bevölkerung war laut Zensus 2011 evangelisch, 25 % katholisch. Der Anteil der Protestanten und Katholiken an der Gesamtbevölkerung ist seitdem jährlich um zirka 1 Prozentpunkt gesunken. Ende Oktober 2024 waren von den Einwohnern 37,8 % evangelisch, 19,1 % katholisch und 43,1 % waren konfessionslos oder gehörten einer anderen Glaubensgemeinschaft an.

### Christentum
Die evangelische Kirchengemeinde Schornsheim mit ihrer Ludwigskirche gehört zum Dekanat Alzey-Wöllstein in der Propstei Rheinhessen und Nassauer Land der Evangelischen Kirche in Hessen und Nassau. Die katholische Gemeinde St. Wigbert / St. Lioba ist eine Filialgemeinde der Pfarrei St. Alban in Gabsheim, die zur Pfarrgruppe Saulheim / Gabsheim gehört. Diese ist im Dekanat Alzey/Gau-Bickelheim im Bistum Mainz verortet.

## Politik

### Gemeinderat
Der Gemeinderat in Schornsheim besteht aus 16 Ratsmitgliedern, die bei der Kommunalwahl am 9. Juni 2024 in einer personalisierten Verhältniswahl gewählt wurden, und dem ehrenamtlichen Ortsbürgermeister als Vorsitzendem.
Die Sitzverteilung im Gemeinderat:
| Wahl | SPD | Grüne | WGHF | WGS | WGH | Gesamt   |
| ---- | --- | ----- | ---- | --- | --- | -------- |
| 2024 | 6   | –     | 10   | –   | –   | 16 Sitze |
| 2019 | 4   | 3     | –    | 9   | –   | 16 Sitze |
| 2014 | 3   | 2     | –    | 9   | 2   | 16 Sitze |
| 2009 | 6   | –     | –    | 10  | –   | 16 Sitze |
| 2004 | 5   | –     | –    | 11  | –   | 16 Sitze |

- WGHF = Wählergruppe Hofmann-Fremgen
- WGS = Wählergruppe Schmittbetz
- WGH = Wählergruppe Hammen

### Bürgermeister
Der Ortsbürgermeister von Schornsheim bis 2014 war Edwin Henn. Seit der Direktwahl 2014 ist es Heiko Schmittbetz. Bei der Wahl am 26. Mai 2019 wurde er mit einem Stimmenanteil von 82,48 % in seinem Amt bestätigt. Zur Kommunalwahl 2024 trat er nicht erneut an, und es wurde auch kein anderer Wahlvorschlag eingereicht. Die Neuwahl eines Ortsbürgermeisters stand daher auf der Tagesordnung der konstituierenden Sitzung des Rates am 2. September 2024. Auch bei dieser Sitzung fand sich niemand aus dem Gemeinderat der die Funktion des Ortsbürgermeister übernehmen wollte. Die Kommunalaufsicht ist daher aktiv geworden und auf Anordnung vom Landrat Heiko Sippel musste die Verbandsgemeinde Wörrstadt einen Beauftragten stellen, der für die kommenden sechs Monate die Amtsgeschäfte führt. Diese Rolle hat der VG-Bürgermeister Markus Conrad übernommen.

### Wappen
| Wappen von Schornsheim | Blasonierung: „Unter schwarzem Schildhaupt, darin ein liegender Krummstab auf schwarzem Schildfuß in Silber ein roter fensterloser Zinnenturm.“ |
| Wappen von Schornsheim | Wappenbegründung: Es soll auf ein Siegel aus dem Jahre 1781 zurückgehen, als die Ganerbenfamilien von Dienheim, von Wallbrunn, von Wanscheid und Langwerth von Simmern gemeinsam – daher die Bezeichnung „Ganerben“ die Ortsherrschaft ausübten. An diese Zeit soll der rote Turm erinnern, während der Hirtenstab auf die heilige Lioba als Äbtissin verweist, die als Verwandte des heiligen Bonifatius hier in Schornsheim im 8. Jahrhundert eines der ältesten Frauenklöster gegründet hatte. |

## Kultur und Sehenswürdigkeiten

### Bauwerke
Siehe auch: Liste der Kulturdenkmäler in Schornsheim.
2011 wurden auf der Gemarkung Schornsheim bei 49° 50′ 55″ N, 8° 9′ 3″ O 4 Windkraftanlagen des Typs Kenersys K100 errichtet. Jede dieser Anlagen, welche durch ihre ungewöhnliche Farbgebung auffallen, hat eine Nennleistung von 2,5 MW, eine Nabenhöhe von 135 Metern und einen Rotordurchmesser von 100 Metern.

### Kultur
Am 4. Wochenende im September findet die Schornsheimer Kerb statt.

## Wirtschaft und Infrastruktur

### Öffentliche Einrichtungen
Die Freiwillige Feuerwehr Schornsheim wurde am 30. Mai 1928 gegründet. Bereits seit 1857 gab es eine vom Gemeinderat bestimmten Feuerschutzdienst. Nach dem Zweiten Weltkrieg fand 1952 die Neugründung statt, zwei Jahre später 1954 wurde der Förderverein gegründet. 1957 gründete sich der Feuerwehrspielmannszug. 1964 und 1965 konnte sich die Feuerwehr beim Landesentscheid den ersten Platz sichern und sich „schnellste Feuerwehr des Landes Rheinland-Pfalz“ nennen. Das Feuerwehrhaus wurde in viel Eigenleistung 1968 am Dorfplatz errichtet. 1988 wurde ein neues Feuerwehrhaus in der Weiherstraße gebaut und 2011 durch einen Anbau erweitert. Dort sind ein Löschgruppenfahrzeug, ein Mannschaftstransportfahrzeug und ein Mannschaftstransportfahrzeug mit Ladefläche stationiert. Das neuste Fahrzeug im Fuhrpark der Feuerwehr ist das Mannschaftstransportfahrzeug, dieses löste im Jahr 2021 das Tragkraftspritzenfahrzeug mit Baujahr 1987 ab.
Zudem ist bei der Freiwilligen Feuerwehr Schornsheim die Gaskomponente der VG Wörrstadt beheimatet. Die Jugendfeuerwehr gibt es seit dem Jahr 1996.
Des Weiteren gibt es die evangelische Kindertagesstätte „Piccolino“.

### Bildung
In Schornsheim gibt es seit 1966 eine Grundschule die auch Schüler aus den benachbarten Orten Gabsheim und Udenheim besuchen. Weiterführende Schulen befinden sich in Wörrstadt und Alzey.

### Verkehr
Südlich der Ortslage verläuft die B420 (Nierstein - Ottweiler). Über sie ist die 1,5 km westlich gelegene Anschlussstelle Wörrstadt an der A63 (Mainz - Kaiserslautern) erreichbar. Durch den Ort selbst verläuft als Heyerstraße und Friedrich-Ebert-Straße die K32 von Saulheim nach Bechtolsheim.
Die Buslinie 441 des RNN bindet Schornsheim an den öffentlichen Nahverkehr an. Sie verkehrt vom Bahnhof Saulheim stündlich bis Gabsheim und dann abwechselnd nach Wörrstadt bzw. Gau-Odernheim.

## Persönlichkeiten

### Söhne und Töchter von Schornsheim
- Horst Geisel (1933–1985), CDU-Landtagsabgeordneter, Bürgermeister der Verbandsgemeinde Wörrstadt

### Wahlschornsheimer
- Kornelia Grummt-Ender (* 1958), Olympiasiegerin 1976 im Schwimmen
- Stefan Hofmann (* 1963), Sportfunktionär, Präsident des 1. FSV Mainz 05

### Persönlichkeiten, die vor Ort gewirkt haben
- Lioba von Tauberbischofsheim